# Ernobius
Ernobius là một chi bọ cánh cứng bản địa của miền nhiệt đới châu Phi, the Úcn region, miền Cổ bắc (bao gồm châu Âu), Cận Đông, miền Tân bắc và Bắc Phi.

## Hình ảnh

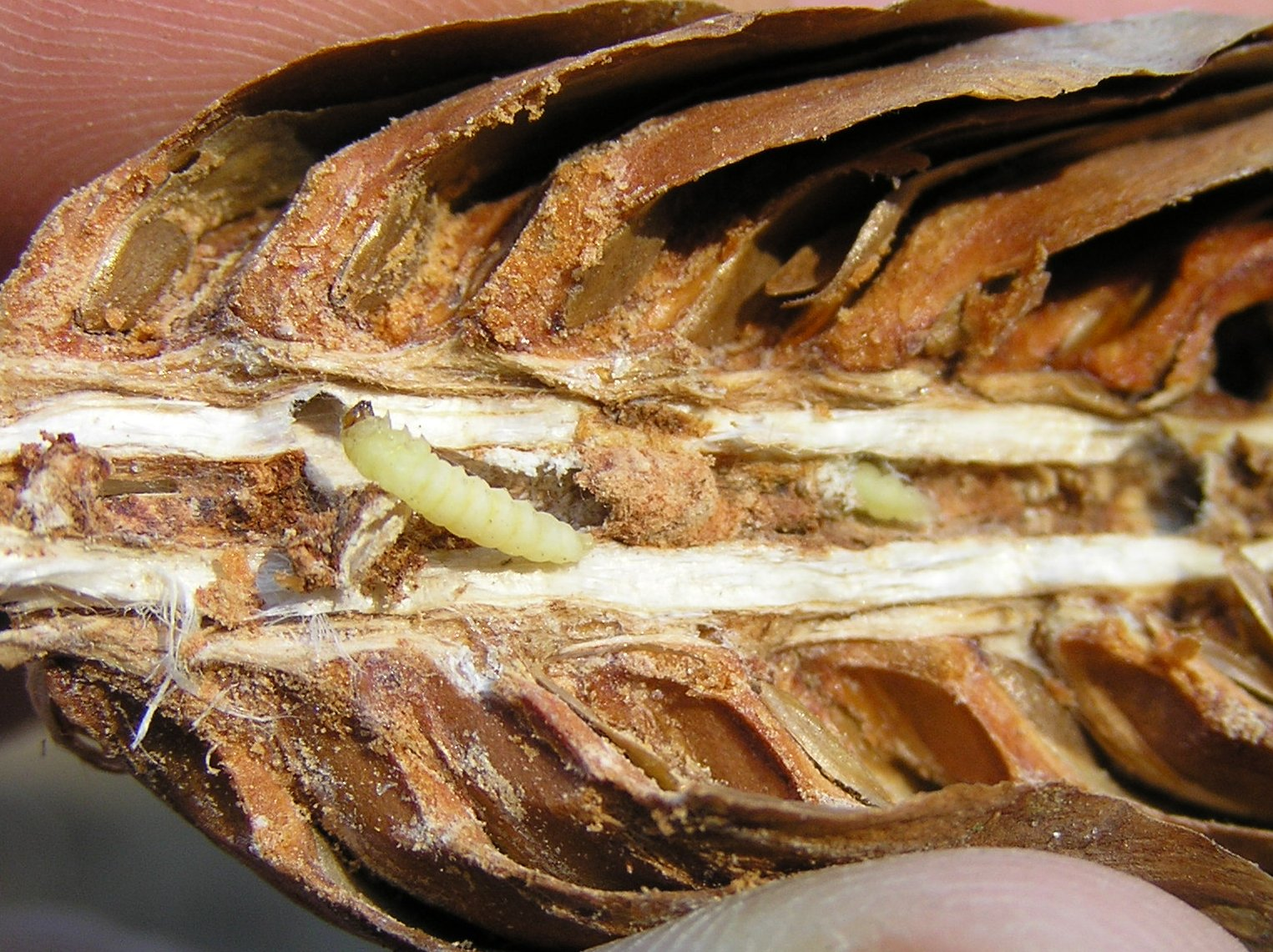